# Brittiska Gambia
Brittiska Gambia var en kronkoloni och protektorat i det brittiska imperiet.
Över hälften av Gambia var småkullig med savannvegetation, den västra delen var till stor del ett sumpigt lågland. De främsta utförselvarorna var jordnötter, palmkärnor, bivax och hudar. Gambiafloden är en ypperlig trafikled, som gör behovet av andra vägar mindre kännbart.
Gambia var Englands äldsta besittning i Västafrika (sedan 1588), den underställdes 1807 Sierra Leone och blev 1843 kronkoloni.

## Källa
- Gambia i Nordisk familjebok (fjärde upplagan, 1951)